# Hubert Wolf
Cet article possède un paronyme, voir Hubert Wolfs.
Hubert Wolf (26 novembre 1959 Wört, Allemagne) est un historien allemand, prêtre et professeur à l'université de Münster. Il a obtenu en 2003 le Prix Gottfried Wilhelm Leibniz.
Il est connu pour ses travaux sur l'Inquisition romaine, ainsi que sur Pie XII.

## Biographie
Hbert Wolf est né en 1959 à Wört en Souabe en Allemagne.
Après son Abitur, il étudie en 1978 la théologie catholique à l'Université Eberhard Karl de Tübingen et à l'Université Louis-et-Maximilien de Munich, s'intéressant plus particulièrement à l'histoire de l'Église depuis le Moyen Âge et par la suite à l'exégèse de l'Ancien Testament et du Nouveau Testament.
En 1983, ayant reçu son diplôme, il poursuit sa formation au séminaire. Ordonné prêtre en 1985, il exerce une activité pastorale dans son diocèse d'origine de Rottenburg-Stuttgart. La même année il présente son mémoire Ketzer oder Kirchenlehrer? Der Tübinger Theologe Johannes von Kuhn (1806 - 1887) in den kirchenpolitischen Auseinandersetzungen seiner Zeit, à l'Université Eberhard Karls de Tübingen. 
En 1991, il passe son doctorat avec Die Reichskirchenpolitik des Hauses Lothringen (1680 - 1715); eine Habsburger Sekundogenitur im Reich ? dans la spécialité Histoire de l'Église depuis le Moyen Âge à la même Université.
En 1992, il devient professeur titulaire à l'Université Johann Wolfgang Goethe de Francfort-sur-le-Main, avant d'être professeur C4 à l'Université de Münster en 1999, succédant à Arnold Angenendt comme directeur du Séminaire d'histoire au département d'Histoire de l'Église catholique depuis le Moyen Âge.
Depuis 2002, il est chef du projet de la Deutsche Forschungsgemeinschaft, « Inquisition romaine et Congrégation de l'Index ».

## Œuvres
- Le Pape et le Diable, CNRS Éditions, 2009.
- Le Vice et la Grâce, Le Seuil, 2013.